# Землетрясение в Мендосе (1920)
Землетрясение в Мендосе (исп. Terremoto de Mendoza de 1920) — одно из землетрясений, произошедших в провинции Мендоса, в Аргентине. Землетрясение началось 17 декабря 1920 года. Эпицентр располагался в Коста-де-Араухо, интенсивность землетрясения в этом районе достигала 8 баллов по шкале Меркалли. В районе Ла-Сентраль образовались множество трещин и колодцев с обильным количеством воды и песка, выходящими из них. Крупнейшие из них имели ширину 2,5 м и глубину 3 м. В некоторых местах в департаменте Лавалье земля поднялась вверх, образуя округлые выпуклые образования шириной 4-5 м и высотой 1 м. Вследствие подъёма подземных вод на поверхность было затоплено 1000 га посевных площадей. В результате землетрясения погибло 250 человек.
Магнитуда землетрясения — 6.0, эпицентр находился в точке 32°42′ ю. ш. 68°24′ з. д.. Глубина очага[уточнить] — 40 километров. Землетрясение нанесло ущерб столице провинции, а также нескольким городaм, которые располагались на 30 км (19 миль) к северо-востоку.